# 南友介
南 友介（みなみ ゆうすけ、1980年-）は、日本の実業家。ネイス代表取締役。元体操選手。日本初となる体操教室のチェーン展開を始める。著書に『子どもの才能は脳育体操で目覚めさせる！』などがある。日本バク転協会日本バク転協会代表理事。

## 人物
1980年、大阪府生まれ。小学校1年生の時にジャッキー・チェンに憧れ、バク転がしたいという動機で体操を始める。ADHDであったため、小学校は怒られる場所であった。幸いにも南には、夢中になれる場所があった。それが、体操教室だったという。関西高校、日本体育大学と体操競技の名門校を歩み、体操選手として全日本高校選抜選手権大会に出場、個人総合3位の成績を収めた。現役時代はアテネオリンピック団体金メダリストの冨田洋之、水鳥寿思とともに日本代表選手として、海外の試合にも出場。日本体育大学進学後、2000年の全日本選手権種目別平行棒で準優勝を果たす。
しかし、その後はケガなどのため大学卒業後は体操を辞め、会社員を経験。大手OA機器メーカーに在籍し、営業マンとして新人賞、優秀社員賞を受賞。29歳で独立し体操教室運営会社を設立。首都圏中心に2023年8月時点で86校を開校する。選手として挫折を経験した体操の教室を始めた理由について、南は幼少期、両親に褒められて自信を持つことができた体験を挙げている。この時の自己肯定感が競技生活のモチベーションや、人生における心の支えとなった。これを多くの子供らにも応用し、体操を通じての心の育成を思い立った。南は、親が子を褒めることが重要と考えており、体操は勉強よりも「できた・できない」が明確であるため褒めやすいという。また、使用する跳び箱も恐怖心を少しでも取り除き、挑戦しやすい環境づくりのため目的で、木製ではなくスポンジ製のものを使用するなどの工夫を凝らしている。しかし、オリンピック選手を育てるつもりはなく、「運動・教育・子育てを通して、新たな価値創造」を掲げている。
その後、発達障害を持つ子どもも参加できる教室を開校、反響を呼んだ。

## 略歴
- 1980年 - 大阪府に生まれる。
- 1996年 - 体操選手として岡山県関西高校に体操留学。
- 1998年 - 全日本高校選抜大会　個人総合3位。
- 1999年 - 日本体育大学体育学部　入学。
- 2000年 - 全日本体操競技選手権　種目別平行棒2位
- 2003年 - 日本体育大学を卒業後、大手OA機器グループに入社。オフィスインフラ販売の営業を担当。
- 2009年 - 広告ベンチャー企業や人材関連会社役員などの転職を経て独立。ネイス株式会社を立ち上げる。
- 2014年 - ネイス株式会社から器具開発部門を分社化し、バックヤード株式会社設立。
- 2021年 - 事業・機能の専門性の追求を目的に、バックヤード株式会社をネイス株式会社へ吸収合併する。

以上より

## 著書
- 『AIを超える!子どもの才能は脳育体操で目覚めさせる!』（ 南友介 (著), 泉原嘉郎 (読み手) 2020年1月21日、青春出版社） ISBN 4413231473
- 『マンガでわかる！“発達っ子”が見ている世界』（ 南友介 (著), 茂木健一郎 (読み手) ）
- 『1000人の保護者・保育関係者に聞いた困ってること 発達障害・グレーゾーンの子「こんなときどうする？」100の具体策』（著者 南友介、監修 茂木健一郎 2024年02月21日、KADOKAWA）

ISBN 9784046066404